# Foot-Ball Club Lisbonense
O Foot-Ball Club Lisbonense, denominado também por Club Lisbonense, foi um clube de futebol português da cidade de Lisboa. O clube foi fundado a 1892 e extinto a dezembro de 1902, sendo o antecessor do Club Internacional de Foot-Ball. É conhecida a sua participação na Taça D. Carlos I, no que é considerado como o primeiro jogo oficial em Portugal, tendo vencido a inédita edição de 1894 contra o Foot-Ball Club do Porto.

## História
A chegada do futebol em Portugal está indelevelmente ligado à aristocracia lisboeta, como os irmãos Pinto Basto, donos da Vista Alegre, e a família Villar (proprietária do Colégio Lisbonense). As primeiras bolas de futebol encomendadas, os primeiros «grupos» (equipas) de praticantes, as primeiras regras oficiais do desporto, as primeiras ligas e associações de clubes resultaram de intervenção directa de associados, que pagavam a quantia mensal de cem réis em função de cobrir as despesas.
Os primeiros desafios foram contra os trabalhadores ingleses da Eastern Telegraph Company estação de cabo submarino em Carcavelos, e eventualmente se organizavam num Club, que mais tarde deu origem ao Carcavellos Sport Club. Esses dois grupos foram os primeiros promotores do futebol em Lisboa, e o desporto começou a ganhar espaço na cidade, especialmente entre os jovens. Logo, o futebol alcançou as instituições de ensino e levou à fundação de clubes em todo o país. Contudo, após falhadas tentativas de reorganização, o Lisbonense e o Carcavellos foram unidos por uma equipa formada por imigrantes e estudantes do Colégio Vilar, mais tarde batizado como Club Internacional de Foot-Ball, que provêm do facto da influição inglesa à época.

## Taça D. Carlos I
A 25 de outubro de 1893, António Nicolau d'Almeida convida o Lisbonense para uma partida de futebol, que decorreria no dia 1 de novembro. É o Diario Illustrado, jornal lisboeta, quem noticia o invite, e até a resposta do então presidente, Guilherme Pinto Basto, que então aceitara mas não no dia marcado, justificando que não seria possível "reunir, escolher o grupo e dispôr a partida em tão curto espaço de tempo", de modo que o confronto foi realizado no dia 2 de março do ano seguinte, como um dos festejos comemorativos oficiais do quinquicentenário do Infante Dom Henrique e para além disso, Pinto Basto conseguiu convencer Carlos I de Portugal a patrocinar o jogo, oferecendo também uma taça de prata maciça lavrada a ouro, executada por uma joalheria de confiança da casa real, a Casa Leitão & Irmão, e que continha a inscrição "Football Championship das Cidades de Portugal", assentada na ideia da competição ser realizada anualmente por equipas de todos os cantos do país. O nome escolhido foi Taça D. Carlos I, ou ainda Cup d'El-Rei.
Fardados de branco e escarlate, a equipa de Lisboa que integrava jogadores do Lisbonense, do Carcavellos Club e do Braço de Prata alinhou com: Guilherme Ferreira Pinto Basto (capitão); M. Keating, R. Locke; C.D. Rankin, Clyde de Barley, Arthur Paiva Raposo; F. Palmer, Carlos Villar, J. Pittuck, Affonso Villar e J. Thomson. E tal como o Rei, também os lisboetas tiveram de se deslocar até ao Porto, fazendo-o de comboio numa viagem ao Norte que levou 14 horas. Três horas após o desembarque, em Campanhã, realizou-se o tal match, marcado para as três e meia da tarde. No entanto, a partida apenas começou um quarto de hora depois. D. Carlos, sua esposa, a rainha D. Amélia e os príncipes chegaram aos minutos finais, o que levou a prolongar a partida por mais dez minutos, a pedido de Sua Majestade a Rainha, antecipando que não teria qualquer influência no jogo. Assim, no Campo Alegre, de propriedade do Oporto Cricket Club (que incluia entre outros jogadores de Porto), também notável como Campo dos Ingleses, o time de Lisboa venceu por 1–0 o Foot-Ball Club do Porto. Ao decorrer, jogadores portistas negaram o primeiro golo devido a clara interferência, caracterizada por toque de mão. Embora o árbitro Eduardo Pinto Basto Junior (irmão do capitão de Lisboa), ter inicialmente o validado, ele acabou sendo anulado. A equipa de Porto optou por retomar o jogo a partir da própria baliza até o meio-campo..

### Repercussão
O torneio gerou tal impacto fora de Portugal que até foi relatado na famosa revista inglesa Illustrated Sporting & Dramatic News.
A Semana de Lisboa, em sua secção de desporto, classificou a recepção de três mil espectadores nas tribunas da partida (em grande parte, da aristocracia) como "muito entusiasmada".
Oito dias após o confronto, O sport publicou a seguinte nota: "No domingo, dia 11 de março, alguns sócios do Foot Ball Club do Porto visitaram o relvado do antigo hipódromo de Matosinhos, treinando durante duas horas".
O António Maria, por sua vez, publicou a 14 de março de 1894 uma banda desenhada enfatizando os "notáveis recursos num trecho de tarde" de Guilherme Pinto Basto.

## Palmarés
- Taça D. Carlos I: 1
  - 1894

## Bibliografía
- História dos Desportos em Portugal. Tavares da Silva, Ricardo Ornelas e Ribeiro dos Reis; e Mário de Oliveira (volume dedicado ao Futebol). Portugal: Editorial Inquérito. 1940
- Tovar, Rui Miguel (2011). Almanaque do FC Porto 1893–2011 1 ed. Lisboa: Caderno. ISBN 9789892315430